# Phú Riềng (huyện)
Phú Riềng là một huyện nằm ở trung tâm tỉnh Bình Phước, Việt Nam.

## Địa lý
Huyện Phú Riềng nằm ở trung tâm tỉnh Bình Phước, có vị trí địa lý:
- Phía đông giáp huyện Bù Đăng
- Phía tây giáp huyện Lộc Ninh và huyện Hớn Quản
- Phía nam giáp huyện Đồng Phú
- Phía bắc giáp thị xã Phước Long và huyện Bù Gia Mập.

Huyện có diện tích 673,76 km², dân số năm 2021 là 93.540 người, mật độ dân số đạt 138 người/ km².

## Hành chính
Huyện Phú Riềng có 10 đơn vị hành chính cấp xã trực thuộc, bao gồm 10 xã: Bình Sơn, Bình Tân, Bù Nho (huyện lỵ), Long Bình, Long Hà, Long Hưng, Long Tân, Phú Riềng, Phú Trung, Phước Tân.

## Lịch sử
Trước năm 2009, địa bàn huyện Phú Riềng ngày nay là một phần huyện Phước Long cũ.
Ngày 11 tháng 8 năm 2009, Chính phủ ban hành Nghị quyết số 35/NQ-CP. Theo đó, chia huyện Phước Long thành hai đơn vị hành chính là thị xã Phước Long và huyện Bù Gia Mập.
Ngày 15 tháng 5 năm 2015, Ủy ban Thường vụ Quốc hội ban hành Nghị quyết 931/NQ-UBTVQH13. Theo đó, thành lập huyện Phú Riềng trên cơ sở tách 10 xã: Bình Sơn, Bình Tân, Bù Nho, Long Bình, Long Hà, Long Hưng, Long Tân, Phú Riềng, Phú Trung và Phước Tân thuộc huyện Bù Gia Mập.
Sau khi thành lập, huyện Phú Riềng có 67.497 ha diện tích tự nhiên và 92.016 người với 10 đơn vị hành chính trực thuộc, gồm 10 xã nói trên. Huyện lỵ đặt tại xã Bù Nho.